# ベネディクト・エルリングソン
ベネディクト・エルリングソン（Benedikt Erlingsson, 1969年5月31日 - ）は、アイスランドの俳優、演出家、映画監督である。

## 人物
1994年にアイスランド芸術アカデミーを卒業後、そのキャリアのほとんどをアイスランド国立劇場で過ごす。2010年代には長編映画の監督としてデビューし、ノルディック映画賞を2度受賞している。

## 映画及びテレビのキャリア
ベネディクトはアイスランドでは有名なスケッチコメディ番組『Fóstbræður』に参加していた。
2006年にはラース・フォン・トリアーの映画『ボス・オブ・イット・オール』で通訳を演じた。
2013年にベネディクト『馬々と人間たち』で長編映画の監督としてデビューする。同映画は第86回アカデミー賞外国語映画賞にアイスランド代表作として出品されるが、ノミネートには至らなかった。またノルディック映画賞やトロムソ国際映画祭の観客賞を獲得した。
長編映画監督第2作『たちあがる女』はエコテロリズム・ドラマであり、2018年に公開された。映画は第91回アカデミー賞外国語映画賞にアイスランド代表作として出品されたが、ノミネートには至らなかった。

## 舞台でのキャリア
ベネディクトは国立劇場でハルドル・ラクスネスの『Iceland's Bell』など4作品を監督した。